# Армія одинака
Армія одинака (англ. Army of One, англ. Joshua Tree) — американський бойовик 1993 року.

## Сюжет
Автогонщик Санті звинувачений у вбивстві поліцейського. Це справа рук продажного копа Северенса, що працює на мафію. Санті одержав серйозне поранення, але вижив. Його засудили на довічне ув'язнення. Охоронці повинні були застрелити його нібито при спробі до втечі, але йому вдалося втекти. Рятуючись від переслідувачів, він бере в заручниці красуню, не підозрюючи, що вона — помічник шерифа. Сенті вирішує відновити справедливість — отримати гроші за перевезення вкрадених машин і покарати того, хто його підставив.

## У ролях
| Актор             | Роль                             |
| ----------------- | -------------------------------- |
| Дольф Лундгрен    | Веллман Ентоні Санті             |
| Джордж Сігал      | лейтенант Франклін Л. Северенсен |
| Крістіан Альфонсо | Рита Марек                       |
| Джефрі Льюїс      | шериф Сепеда                     |
| Бо Старр          | Джек «Руді» Рудісілл             |
| Мішель Філліпс    | Естер Северенсен                 |
| Метт Батталья     | Майкл Агнос                      |
| Берт Ремсен       | Вуді Енгстром                    |
| Майкл Пол Чан     | Джиммі                           |
| Ханді Александр   | Маралена Тернер                  |
| Маркус Браун      | Е.Дж. Тернер                     |
| Нік Чінлунд       | заступник Томай                  |
| Кен Форі          | Едді Тернер                      |